# Нейтронный захват
Нейтро́нный захва́т — вид ядерной реакции, в которой ядро атома соединяется с нейтроном и образует более тяжёлое ядро:
(A, Z) + n → (A+1, Z) + γ.
Нейтрон может приблизиться к ядру даже при околонулевой кинетической энергии, так как является электрически нейтральным, в отличие от положительно заряженного протона, который может быть захвачен лишь при достаточно большой энергии, позволяющей преодолеть электростатическое отталкивание.

## Физика
Процесс взаимодействия ядра с нейтроном носит вероятностный характер и может происходить по трем основным схемам:
- Упругое рассеяние, при котором ядро сохраняет целостность. Нейтрон и ядро изменяют свою кинетическую энергию в соответствии с законами механики.
- Неупругое рассеяние, при которой ядро разваливается под ударом нейтрона.
- Ядерная реакция, при которой ядро поглощает нейтрон (нейтронный захват).

Каждому из возможных сценариев соответствует своя вероятность, характеризуемая сечением взаимодействия. Сечения зависят от состава ядра и кинетической энергии нейтрона.
В результате реакции захвата нейтрона образуется более тяжёлый изотоп того же химического элемента, как правило, в возбуждённом состоянии. 
Возбужденные состояния, энергия возбуждения которых меньше энергии связи частицы или группы частиц в данном ядре, называются связанными. В этом случае возбуждение может сниматься лишь излучением одного или нескольких гамма-квантов. Состояния с энергией возбуждения, превышающей энергию связи частиц, называются квазистационарными. В этом случае ядро может испустить частицу или гамма-квант. У тяжёлых ядер возможно деление. Вероятность деления после захвата нейтрона часто рассматривают отдельно от вероятности захвата, говоря о сечении деления.
Образовавшийся в результате нейтронного захвата изотоп может быть как стабильным, так и нестабильным (радиоактивным). Активация материалов в результате нейтронного облучения (в частности, в ядерных реакторах) является значимым источником радиоактивных отходов.

### Сечение захвата
Типичные сечения захвата теплового нейтрона ядрами составляют порядка 1 барна (близко к геометрическому поперечному сечению ядра), однако для некоторых нуклидов наблюдаются отклонения на несколько порядков в сторону как увеличения, так и уменьшения сечения захвата. Сечения захвата быстрых нейтронов значительно меньше; с ростом энергии сечение уменьшается обратно пропорционально скорости нейтрона.

Сечение захвата для бора-10 (верхний график) в зависимости от энергии нейтрона. Благодаря очень большому сечению захвата для нейтронов низких энергий бор-10 широко используется для управления цепной реакцией в ядерных реакторах на тепловых нейтронах.

### Сечение деления
Способность тяжелых ядер к захвату нейтрона с последующим распадом (делением) является краеугольным камнем ядерных технологий.

## Применение
- В аналитической химии захват нейтронов используется в нейтронно-активационном анализе: исследуемое вещество облучается нейтронами, после чего анализируется характер излучений образовавшихся радиоактивных изотопов. Спектр и вид наведенных ионизирующих излучений позволят оценить состав вещества до облучения.
- В полупроводниковой промышленности получило распространение нейтронное легирование кремния, основанное на трансмутации кремния в легирующую добавку.
- В медицине нейтрон-захватная терапия — метод радиотерапии рака.
- В ядерных реакторах для управления цепной реакцией используются вещества с большим сечением деления.
- В ядерном оружии захват нейтронов окружающей средой и соответствующая активация веществ является значимым поражающим фактором.

## Нуклеосинтез

### Первичный нуклеосинтез
В течение первых нескольких минут после Большого взрыва все нейтроны, образовавшиеся в результате бариогенезиса, были либо захвачены протонами (с образованием дейтронов), либо распались. Измерения первичной распространённости лёгких элементов (дейтерия, гелия, лития) позволяют исследовать этот период ранней Вселенной.

### Звёздный нуклеосинтез
Нейтронный захват очень важен для процесса нуклеосинтеза элементов тяжелее железа. Выделяют 2 вида захватов: быстрый r-процесс (проходящий при высокой плотности нейтронов, когда бета-радиоактивные ядра — продукты захвата не успевают распасться до момента следующего захвата нейтрона) и медленный s-процесс (в этом случае скорость захватов меньше скорости бета-распада).